# Łąck Mały
Łąck Mały [wɔnt͡sk ˈmaʊ̯ɨ] ist ein kleiner Ort in der polnischen Woiwodschaft Ermland-Masuren und gehört zur Gmina Świętajno (Landgemeinde Schwentainen, 1938 bis 1945 Altkirchen (Ostpr.)) im Powiat Szczycieński (Kreis Ortelsburg).

## Geschichte
Über die Geschichte des Ortes liegen keine Angaben vor, auch nicht, ob er vor 1945 einen deutschen Namen hatte. Vermutlich lag er im Gebiet der damaligen Gemeinde Grünwalde (polnisch Kolonia) im ostpreußischen Kreis Ortelsburg, zu der auch der Ort Lontzig gehörte, der heute polnisch Łąck Wielki heißt. So könnte mit Łąck Mały der Wohnplatz des einstigen Forstsekretärsgehöft Lontzig (nordöstlich von Lontzig) gemeint sein.

## Geografische Lage
Łąck Mały liegt östlich des Ratzeburger Sees (polnisch Jezioro Świętajno Łąckie) in der südlichen Mitte der Woiwodschaft Ermland-Masuren, 20 Kilometer östlich der Kreisstadt Szczytno (deutsch Ortelsburg).
Łąck Mały ist heute eine Ortschaft innerhalb der Gmina Świętajno (Landgemeinde Schwentainen, 1938 bis 1945 Altkirchen (Ostpr.)) im Powiat Szczycieński (Kreis Ortelsburg), bis 1998 der Woiwodschaft Olsztyn, seither der Woiwodschaft Ermland-Masuren zugehörig.
Łąck Mały liegt an einer Nebenstraße, die von Kolonia (Grünwalde) bis nach Babięta (Babienten, 193 bis 1945 Babenten) an der Landesstraße 58 führt. Kolonia ist die nächste Bahnstation und liegt an der Bahnstrecke Olsztyn–Ełk (deutsch Allenstein–Lyck).

## Religion
Kirchlich ist Łąck Mały in die römisch-katholische St.-Andreas-Bobola-Kirche Świętajno (mit der Filialkirche in Kolonia im Erzbistum Ermland) sowie in die evangelische Kirche Szczytno in der Diözese Masuren der Evangelisch-Augsburgischen Kirche in Polen eingepfarrt.